# The Grudge – Klątwa
The Grudge – Klątwa (tytuł oryg. The Grudge) – amerykański film fabularny (horror), remake japońskiego horroru „Klątwa Ju-On” (Ju-On: The Grudge, 2003). Pierwszą – japońską wersję, jak również wersję amerykańską wyreżyserował Japończyk Takashi Shimizu. Światowa premiera filmu odbyła się 22 listopada 2004. W Polsce film pojawił się w kinach 21 stycznia 2005 roku.
Film realizowano od końca stycznia do kwietnia 2004 roku w Tokio. Dodatkowe sceny dokręcono w lipcu.

## Fabuła
„Jeśli ktoś umiera w silnym gniewie lub żalu, wtedy rodzi się klątwa, która jak plama gromadzi się w miejscu śmierci. Ten kto na nią natrafi, zostanie pochłonięty przez jej wściekłość...”
Młoda amerykańska studentka, Karen Davis (Sarah Michelle Gellar) wraz ze swoim chłopakiem Dougiem (Jason Behr) przyjeżdża do Japonii w ramach wymiany studenckiej. By zdobywać dodatkowe punkty na studia, podejmuje tam pracę jako wolontariuszka w ośrodku specjalizującym się w pomocy społecznej. Pewnego dnia Karen zostaje wysłana do jednego z domów w zastępstwie za Yoko (Yoko Maki), która nie zjawiła się w pracy. Na miejscu zastaje straszliwy bałagan i chorą na katatonię staruszkę z demencją starczą, Emmę Williams (Grace Zabriskie). Początkowo przerażona główna bohaterka zajmuje się podopieczną – myje ją, bezskutecznie próbuje z nią zamienić parę słów i dowiedzieć się co się stało, kładzie ją do łóżka.
W pewnym momencie, w trakcie sprzątania Karen słyszy odgłos drapania na górze. Odgłos ten dobiega z zaklejonej taśmą szafy. Gdy Karen otwiera jej drzwi, zaczyna się horror. W owej szafie znajduje się kot, mały chłopiec oraz pamiętnik. Przerażona małym chłopcem z szafy Karen dzwoni do swego szefa Alexa (Ted Raimi). Ten oświadcza, że zaraz przyjedzie. Następnie bohaterka dowiaduje się od Emmy, że jedyne czego chce to aby „Ona” zostawiła ją w spokoju. Tu nad kobietami pojawia się przerażająca zjawa – Emma ginie...
Okazuje się, że nad domem ciąży klątwa, która zabija każdego, kto wejdzie do środka pozornie zwykłego domu w Tokio. Klątwa zdaje się nie mieć końca, gdyż śmierć kolejnych ofiar ponownie ją przywołuje.

## Obsada

### Amerykanie
- Sarah Michelle Gellar jako Karen Davis 
(amerykańska studentka studiująca w Japonii w ramach wymiany studenckiej, pracuje jako wolontariuszka w tokijskim ośrodku pomocy społecznej)
- Jason Behr jako Doug 
(partner Karen, student Uniwersytetu w Tokio)
- William Mapother jako Matthew Williams 
(syn Emmy i mąż Jennifer, Amerykanin, który wraz z rodziną przeprowadził się z USA do Japonii po tym, jak uzyskał awans)
- Clea DuVall jako Jennifer Williams 
(żona Matthew, z trudem próbuje się przyzwyczaić i dostosować do nowego życia w obcym mieście i kraju)
- KaDee Strickland jako Susan Williams 
(młodsza siostra Matthew, mieszka i pracuje w Tokio, pomaga swojemu bratu, matce i szwagierce wybrać i przeprowadzić się do nowego domu)
- Grace Zabriskie jako Emma Williams 
(matka Matthew i Susan cierpiąca na demencję starczą)
- Bill Pullman jako Peter 
(amerykański wykładowca pracujący i mieszkający w Tokio, niespełniona miłość Kayako, która wysyłała do niego liczne anonimowe listy, podając się za dawną studentkę)
- Rosa Blasi jako Maria 
(żona Petera)
- Ted Raimi jako Alex 
(dyrektor ośrodka opieki społecznej, w którym pracują Karen i Yoko)

### Japończycy
- Takako Fuji jako Kayako Saeki 
(żona Takeshi'ego i matka Toshio, z którym razem zabijają ludzi, którzy wchodzą do ich domu. Jest zakochana w Peterze)
- Takashi Matsuyama jako Takeo Saeki 
(mąż Kayako, wpada we wściekłość, gdy zobaczywszy „zawartość” pamiętnika żony odkrywa jej uczucia do innego mężczyzny, zabija żonę i syna czym ściąga na dom klątwę... wydarzenia te poprzedzają właściwą akcję filmu)
- Yuya Ozeki jako Toshio Saeki 
(8-letni syn Kayako i Takeo Saeki)
- Ryō Ishibashi jako Detektyw Nakagawa 
(detektyw, którego koledzy po fachu zginęli bądź zaginęli w tajemniczych okolicznościach pracując nad śledztwem w sprawie morderstwa w rodzinie Saeki, którym się teraz zajmuje)
- Hiroshi Matsunaga jako Igarashi 
(asystent Nakagawy)
- Yoko Maki jako Yoko 
(młoda japońska opiekunka środowiskowa pracująca w ośrodku opieki społecznej, mówi po angielsku, zajmuje się Emmą)
- Hajime Okayama jako Suzuki
- Yoshiyuki Morishita jako Strażnik
- Kazuyuki Tsumura jako Współpracownik Petera
- Taiki Kobayashi jako Policjant
- Nanna Koizumi jako Córka
- Junko Koizumi jako Matka
- Yôichi Okamura jako Menadżer restauracji
- Eiji Ôki jako Detektyw w kostnicy
- Katsuhiro Oyama jako Doktor w kostnicy

## Nagrody
- Sarah Michelle Gellar: MTV Movie Awards – najlepsza przerażona rola (nominacja)
- Nominacja do nagrody filmowej Saturn w kategorii najlepszy horror

## Box office
| Świat | US$ 187,281,115 |